# Playmobil FunPark (Niemcy)
Playmobil FunPark – park rozrywki położony w miejscowości Zirndorf niedaleko Norymbergi, w kraju związkowym Bawaria w Niemczech. Jest własnością przedsiębiorstwa geobra Brandstätter Stiftung & Co. KG, producenta systemu zabawek Playmobil.

## Opis
Koncepcją utworzenia parku przez Horsta Brandstättera, właściciela przedsiębiorstwa Playmobil, było przeciwdziałanie brakowi ruchu u dzieci. Z tego względu przy tworzeniu parku zamiast urządzeń rozrywkowych typu karuzela, położono nacisk na tworzenie tematycznych miejsc do zabawy, które wymagają od odwiedzających park współdziałania. Park otwarto w 1991 roku w Zirndorfie leżącym w powiecie Fürth, gdzie ma swoją siedzibę przedsiębiorstwo geobra Brandstätter i był pierwszym parkiem Playmobil.

## Podział parku
Tematyczne miejsca zabaw Playmobil
- Piraci
- Zamek rycerski
- Gospodarstwo rolne
- Kopalnia złota
- Miasteczko "Western"
- Posterunek policji
- Świat wróżek[2]

Wodne place zabaw
- Arka Noego z kanałem wodnym
- Wodny plac zabaw
- Plac zabaw z piaskiem i błotem
- Elektryczne łodzie wiosłowe[2]

Aktywne place zabaw
- Stok do ślizgów
- Siatka wspinaczkowa Okta
- Balancier-Parcours
- AktivPark
- AdventureGolf[2]

## Nagrody
- Bayern barrierefrei (Bawaria bez barier) w 2017, za ułatwienie dostępu dla osób niepełnosprawnych)[3]
- Check24 (18 najładniejszych parków rozrywki)
- tripadvisor (2 najlepsze parki rozrywki)
- Zertifikat für Exzellenz (Certyfikat doskonałości), w 2016, 2017 i 2018
- TOP Ausflugsziel in Mittelfranken (TOP-miejsce wycieczek w środkowej Frankonii)
- themenparks.de (2015/2016)
- FamilyCheck w 2015, TOP-cel wycieczek[4]

## Pozostałe parki rozrywki Playmobil
Poza parkiem w Zirndorfie funkcjonują jeszcze trzy parki rozrywki Playmobil: w Fresnes niedaleko Paryża, w Atenach w Grecji i w Birżebbuġa na Malcie. W Orlando na Florydzie istniał również Playmobil Funpark, ale został zamknięty 22 stycznia 2007. Playmobil Funpark w Palm Beach Gardens, również znajdujący się na Florydzie, został zamknięty 31 grudnia 2017.